# Kapitaal in de 21ste eeuw

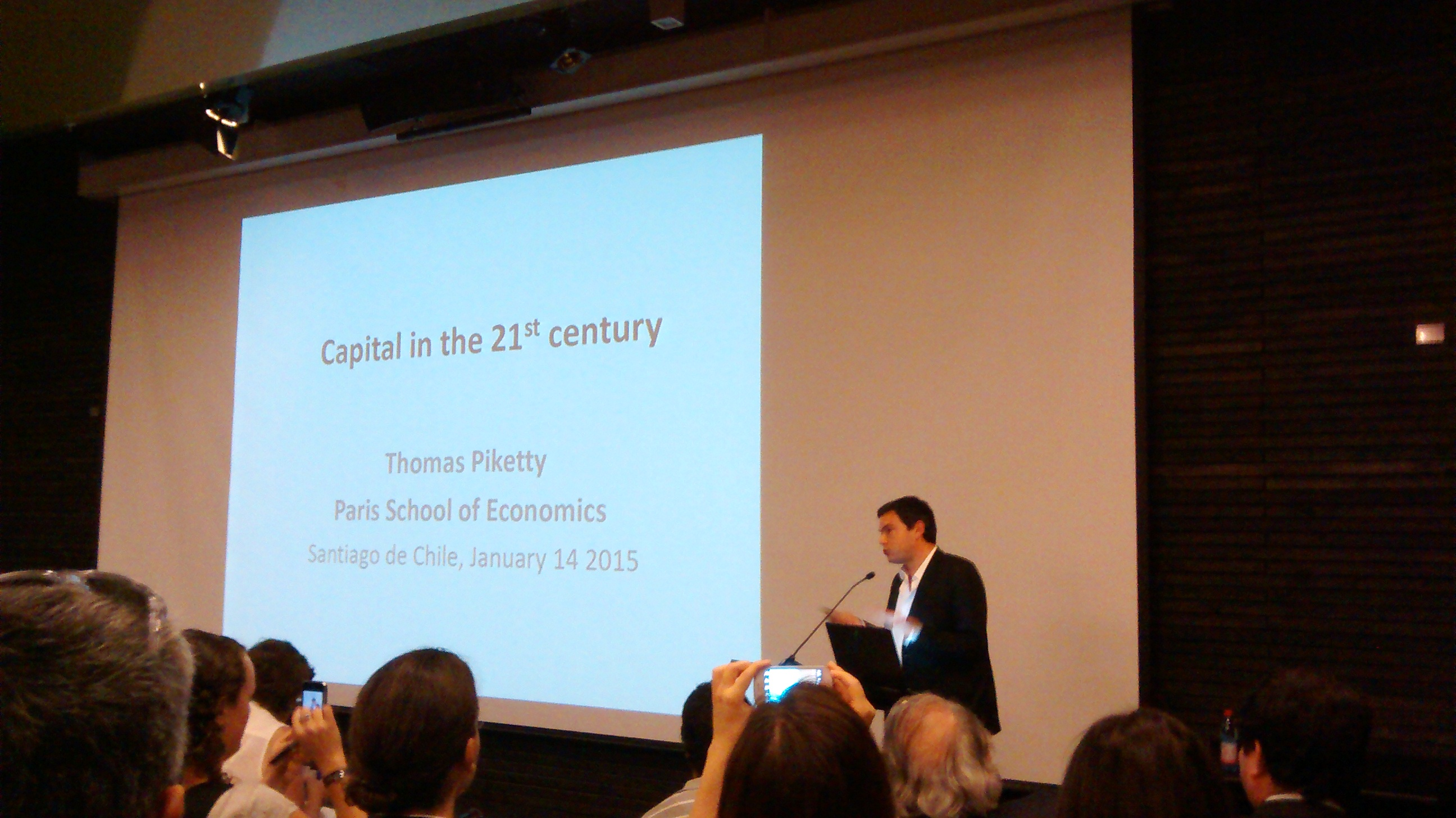
Boekpresentatie in Chili, 2015.

Kapitaal in de 21ste eeuw (oorspronkelijke titel: Le Capital au XXIe siècle) is een boek van de Franse econoom Thomas Piketty, in 2013 verschenen bij Éditions du Seuil. Het boek behandelt de sociale inkomensongelijkheid en vermogensongelijkheid, en het verloop daarvan sinds de 17e eeuw, in verschillende kapitalistische landen.
Het boek werd een wereldwijde bestseller, hetgeen uitzonderlijk is voor een economisch boek. Vooral in de Verenigde Staten werd het een symbool in de strijd tegen de groeiende economische ongelijkheid. Op 31 oktober 2014 verscheen de Nederlandse vertaling.

## Samenvatting
Kapitaal is een analyse van inkomens- en vermogensverdelingen sinds de achttiende eeuw (en soms nog eerder), gebaseerd op historische data die Piketty en collega's verzamelden uit een diverse verzameling bronnen. Een belangrijke bron vormen statistieken van inkomensbelastingen.
De centrale stelling van het boek is samengevat in de formule r > g: het netto rendement r op vermogen (rente, dividend, etc., na aftrek van belastingen) is historisch vrijwel altijd hoger geweest dan de economische groei g. In de bestudeerde periode schommelt r meestal ergens tussen de vier en vijf procent, terwijl de groei g voor het grootste deel van de geschiedenis beneden de één procent is geweest. r > g heeft tot gevolg dat de rijken rijker worden, in zowel absolute als relatieve zin: het aandeel van arbeid in het nationaal inkomen daalt ten opzichte van het aandeel van kapitaal. Omdat bovendien de spaarquote hoger is voor grotere vermogens (consumptie is niet evenredig aan vermogen) neemt de ongelijkheid tussen de vermogensbezitters nog sterker toe.

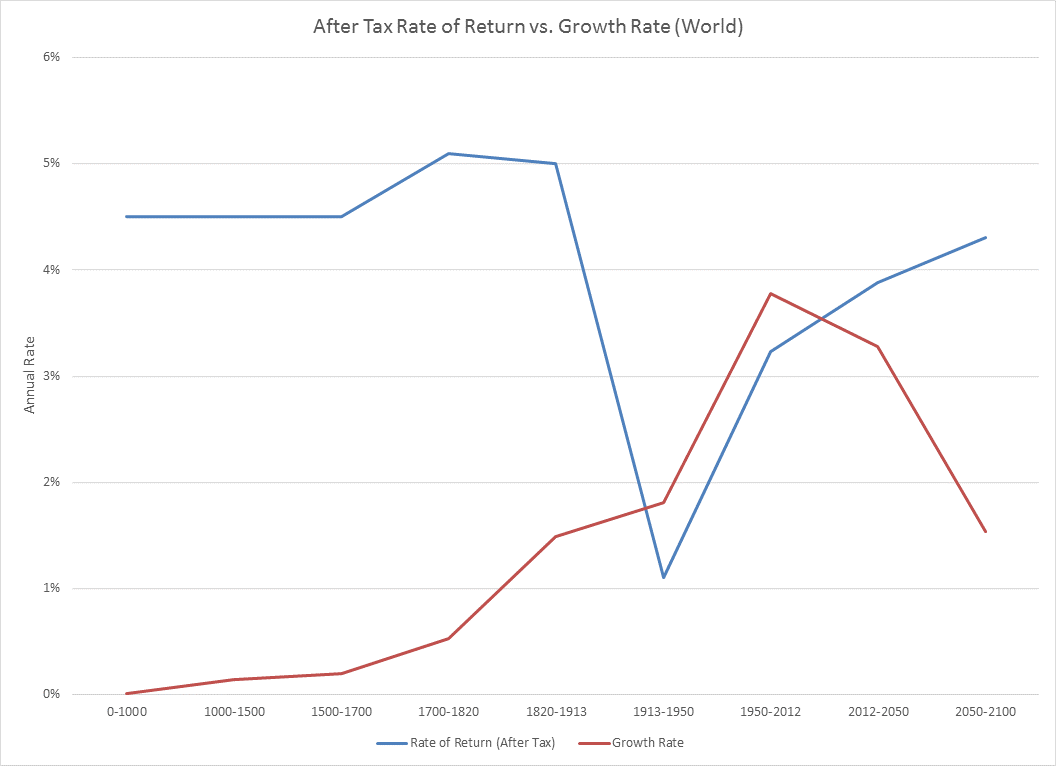
Historische ontwikkeling van het vermogensrendement na belasting r (blauw) en de economische groei g (rood), vanaf het begin van de jaartelling tot 2012, met projectie tot het jaar 2100.

De historische uitzondering op de regel r > g is de periode vanaf ca. de Eerste Wereldoorlog. Het vermogensrendement is in deze periode sterk gedaald door een aantal factoren, waaronder de kapitaalvernietiging in de beide wereldoorlogen en de belastingen die overheden oplegden om die oorlogen mee te bekostigen. De groei steeg tegelijkertijd, met name door een explosieve bevolkingsgroei, die tegelijk het vermogen nivelleerde: meer kinderen per gezin houdt een deling van erfenissen in. De uitzonderlijke situatie van de twintigste eeuw, betoogt Piketty, is ten onrechte aangezien voor een wetmatigheid (de Kuznetscurve) en is al aan het verdwijnen. Voor de eenentwintigste eeuw voorspelt hij een r van ongeveer 5%, een g eerder rond de 1,5%.
Op de lange termijn leidt dit volgens Piketty tot een concentratie van rijkdom in de handen van zeer weinigen en tot economische instabiliteit. Dit effect is inherent aan het kapitalisme, en kan volgens Piketty enkel door overheidsingrijpen worden tegengegaan. Piketty pleit in dit boek voor een wereldwijde progressieve vermogensbelasting van tot 2%, gecombineerd met een progressieve inkomstenbelasting tot 80%. Het is interessant op te merken dat in zijn nieuw boek, Kapitaal en Ideologie, Piketty veel verder gaat, met progressieve jaarlijkse vermogensbelastingen van 0,1% tot wel 90% voor wie 10000 keer het gemiddelde vermogen bezit, hetgeen erop neerkomt dat "ze onmiddellijk hun vermogen door tien moeten delen".

## Ontvangst
De aanvankelijke ontvangst van Kapitaal in de 21ste eeuw in Frankrijk was lauw. Pas na het verschijnen van de Engelstalige editie in maart 2014 werd het boek een bestseller: in oktober van dat jaar stond het aantal verkochte exemplaren op 800.000.
Diverse topeconomen prezen Piketty's werk, onder wie Paul Krugman en Branko Milanović. Vooral het gebruik van grote verzameling statistieken oogstte veel lof.

### Piketty's definitie van kapitaal

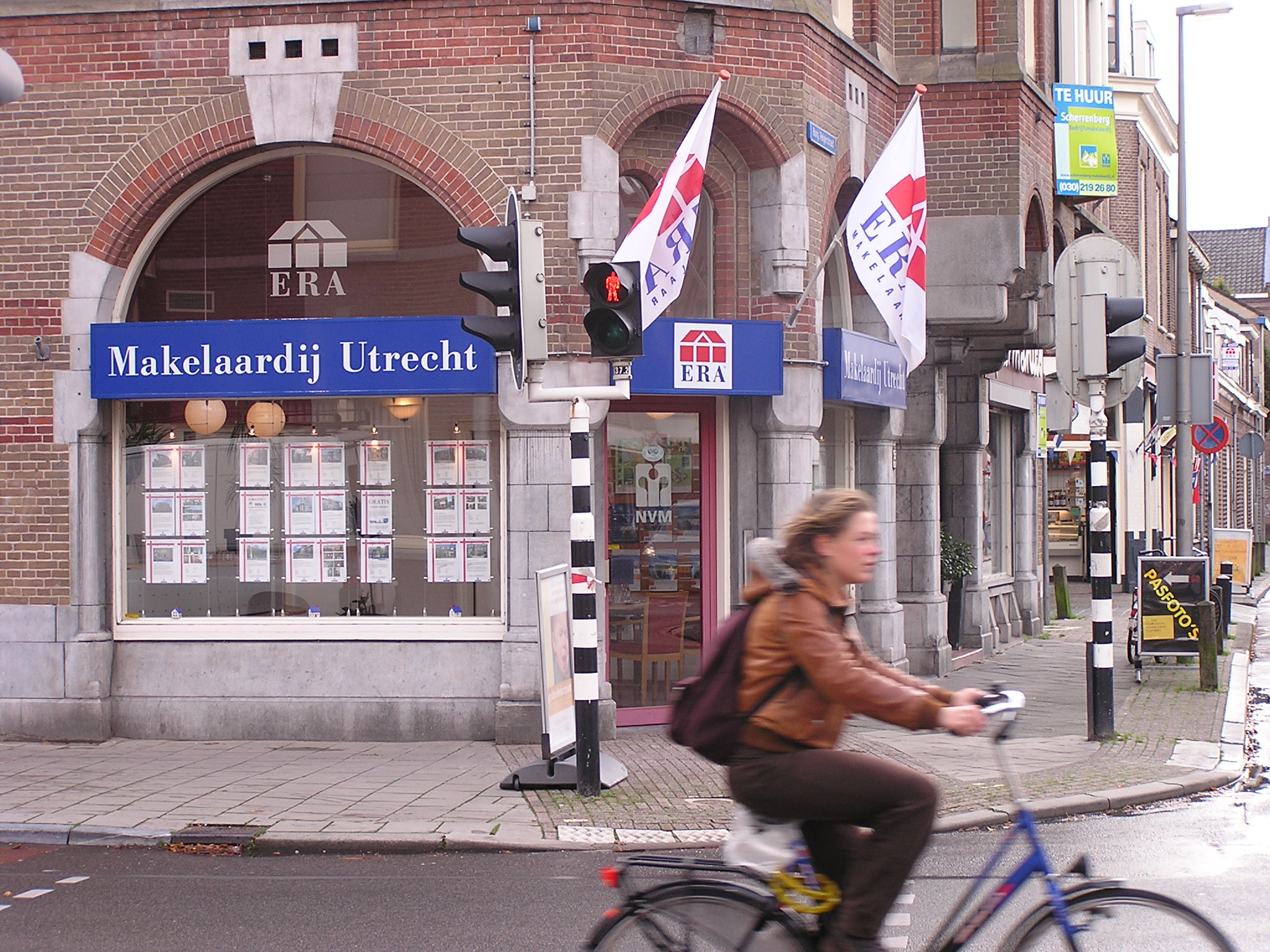
Een aanzienlijk deel van de kritiek op Piketty's werk richt zich op zijn meting van kapitaal. Huizenbezit neemt hierin een grote plek in, maar Piketty berekent het rendement op dit bezit op basis van prijsstijgingen, niet huuropbrengsten.

De kritiek richt zich met name op Piketty's definitie van kapitaal, dat in zijn werk gelijkstaat aan vermogen. Dit leidt volgens James K. Galbraith tot het probleem dat Piketty's metingen van het kapitaal onderhevig zijn aan marktschommelingen, die hij ten onrechte presenteert als kapitaalvernietiging. Bovendien gaat hij voorbij aan een van de conclusies van de Cambridge-Cambridgecontroverse: dat meer 'kapitaal,' in de financiële definitie die Piketty overneemt, niet direct te koppelen is aan maatschappelijke rijkdom.
David Harvey prees Piketty om het doorprikken van de trickle down-mythe, maar bekritiseerde zijn boek tegelijk op theoretische gronden. Volgens Harvey verklaart Piketty niet waarom de ongelijkheid toeneemt, omdat hij de politieke omstandigheden negeert en (opnieuw) omdat hij kapitaal als vermogen definieert in plaats van als vermogen in circulatie. r > g wordt volgens Harvey veroorzaakt door kunstmatige schaarste: vermogen dat wordt opgepot in plaats van geïnvesteerd als kapitaal.

## Trivia
Het boek heeft een hele lage Hawking-index, wat suggereert dat weinigen het uitlezen.

## Weblinks
- Website van het boek, met databestanden.